# جون باسكوم ولف
جون باسكوم ولف (بالإنجليزية: John Bascom Wolfe)‏ هو عالم نفس أمريكي، ولد في 8 يوليو 1904 في درايدن (فرجينيا) في الولايات المتحدة، وتوفي في 5 يناير 1988.